# Man Kaur
Pour les articles homonymes, voir Kaur.
Sardarni Man(n) Kaur (née le 1er mars 1916 et morte 31 juillet 2021) est une athlète indienne. 
Elle détient des records du monde dans les catégories des plus de 100 ans pour diverses épreuves, dont celui du 100 mètres dans la catégorie des centenaires. À l'âge de 103 ans, en mars 2020, à l'occasion de la Journée internationale des femmes, elle reçoit la plus haute récompense pour les femmes en Inde, le prix Nari Shakti Puraskar (en français : Prix du pouvoir des femmes), des mains du président indien, Ram Nath Kovind.

## Biographie
La taille de Mann Kaur était d'environ 150 cm et elle était de langue maternelle pendjabi. Elle a remporté plusieurs médailles d'or aux Championnats du monde d'athlétisme des maîtres. 
Elle ne commence à pratiquer l'athlétisme qu'à l'âge de 93 ans. En 2016, elle devient la centenaire la plus rapide d'une compétition de l'American Masters Game. 
En prévision des World Masters Games 2017, Man Kaur s'est régulièrement entraînée à l'université du Pendjab dans l'espoir d'améliorer son propre record du monde qu'elle a établi au fil des ans. Son entraîneur était son propre fils Gurdev Singh, qui avait 79 ans à l'époque. Aux jeux de 2017, organisés à Auckland, elle a terminé le sprint de 100 mètres en 74 secondes. 
En 2019, elle a concouru en Pologne en remportant quatre épreuves dans sa catégorie : le lancer du poids, le sprint sur 60 m, le 200 m et le lancer du javelot. Elle termine la course de 60 m en 36 secondes et « se sentait bien » par la suite. Après cela, elle et Gurdev ont été invités à visiter les universités de Baru Sahib où ils ont inspiré les étudiants lorsqu'ils ont parlé de leurs réalisations et du régime qu'ils suivent. Selon ces discours, leur régime alimentaire comprend des noix et des légumineuses, du lait de soja cultivé sur place, du kéfir, du jus d'herbe de blé et du blé germé qu'ils transforment en chapatis.
Fin 2019, Man Kaur remporte l'or au 200 mètres en 3 min 01 s 61 et au lancer du poids à 2,21 m au Championnat asiatique des maîtres de décembre 2019 en Malaisie. 
Le 8 mars 2020 (Journée internationale de la femme), elle reçoit le prix Nari Shakti Puraskar. Le prix a été remis au palais présidentiel de New Delhi par le président de l'Inde en présence du Premier ministre Narendra Modi. Elle a été surnommée le « Miracle de Chandigarh ». 
Mann Kaur meurt le 31 juillet 2021 à l'âge de 105 ans des suites d'un cancer de la vésicule biliaire.

### Note
- (en) Cet article est partiellement ou en totalité issu de l’article de Wikipédia en anglais intitulé « Man Kaur » (voir la liste des auteurs).